# Иван Мартинов (футболист)
Иван Мартинов Тодоров е български футболист, нападател.
Роден е на 22 декември 1980 г. във Варна. Играл е за Черно море, Розова долина, Девня, Черноморец, Спартак и Несебър. В А група има 51 мача и 11 гола. Четвъртфиналист за купата на страната през 2003 г. с Черноморец. Има 7 мача и 1 гол за младежкия национален отбор. По време на престоя си в Черноморец се забърква в уникален скандал с ръководството на клуба и е един от водачите на бунта срещу Ивайло Дражев. Впоследствие се отказва от претенциите си и един от малкото изминили на „каузата“ бунтовници. Като следствие кариерата му тръгва стремително надолу и след няколко неуспешни опита да бъде пласиран в чужбина, достига дъното с отбора на ОФК Девня (с аматьорски статус) в третата дивизия на футболния шампионат на България,

## Статистика по сезони
| Сезон    | Отбор         | Първенство | Мачове | Голове |
| -------- | ------------- | ---------- | ------ | ------ |
| 2000/пр. | Черно море    | Б група    | 4      | 0      |
| 2000/01  | Розова долина | А ОФГ      | 16     | 2      |
| 2001/ес. | Розова долина | А ОФГ      | 3      | 0      |
| 2001/ес. | Девня         | Б група    | 8      | 0      |
| 2002/пр. | Черноморец    | А група    | 21     | 5      |
| 2002/03  | Черноморец    | А група    | 15     | 4      |
| 2003/04  | Черноморец    | А група    | 14     | 2      |
| 2004/ес. | Черноморец    | Б група    | 5      | 1      |
| 2005/пр. | Спартак       | А група    | 1      | 0      |
| 2005/06  | Несебър       | Б група    | 20     | 5      |
| 2006/07  | Девня         | В група    |        |        |
| 2008/пр. | Дунав (Рс)    | Б група    | 10     | 2      |
| 2008/ес. | Дунав (Рс)    | Б група    | 12     | 3      |
| 2009/пр. | Волов (Шн)    | Б група    | 10     | 2      |
| 2009/ес. | Добруджа      | Б група    | 7      | 1      |
| 2010/пр. | Спартак (Вн)  | Б група    | 9      | 1      |
| 2010/11  | Спартак (Вн)  | В група    | 16     | 14     |